# Oh My God
Az Oh My God Adele angol énekes-dalszerző dala a 30 című negyedik stúdióalbumáról (2021). Adele a dalt Greg Kurstin producerrel közösen írta. A Columbia Records 2021. november 29-én adta ki az amerikai felnőtt kortárs rádióknak, az album második kislemezeként. Az Oh My God gospel popdal R&B hatásokkal és dance-pop kórussal, dalszövege arról szól, hogy Adele újra randizni szeretne, és hogy óvatosnak kell lennie, miközben egy új szerelmi viszonyt kezd.
Az Oh My God általában pozitív kritikákat kapott a zenekritikusoktól, akik többsége dicsérte a fülbemászó produkciót és felismerte a kereskedelmi potenciált. A dal első helyezést ért el Izraelben és Mexikóban, és a Top 10-ben szerepelt több országban, többek között az Egyesült Királyságban, az Egyesült Államokban, Kanadában, Ausztráliában és Új-Zélandon. Sam Brown rendezte a hozzá készült videóklipet, amely pozitív fogadtatásban részesült. A videóban vallási motívumok szerepelnek és Adele dizájnerruhákban látható benne. A dalt élőben előadta a brit Summer Time koncertjei során 2022 júliusában.

## Háttér és kiadás
Adele 2018-ban kezdett el dolgozni negyedik stúdióalbumán. 2019 szeptemberében adta be a válókeresetet férjétől, Simon Koneckitől, ami az albumot ihlette. Szorongásai révén Adele terápiás kezeléseket vállalt, és rendbe hozta elhidegült kapcsolatát az édesapjával. Közel 10 év után először újra egyedülálló volt, Los Angelesben keresett komoly kapcsolatot, de nehezen talált. Adele nemtetszésére a barátai vakrandikra szervezték be, de ez nem működött, mivel félt, hogy a paparazzók rászállnak. Elhatározta, hogy rendszeresen beszélget a fiával, ami arra ösztönözte, hogy visszatérjen a stúdióba, és az album olyan alkotásként öltött formát, amely megmagyarázza a fiának, miért hagyta el az apját.
Adele az Oh My God című dalt Greg Kurstin producerrel közösen írta, aki a 25 című harmadik stúdióalbum (2015) három dalának – a Hello, a Million Years Ago és a Water Under the Bridge – producere volt. Az Oh My God arról szól, hogy vissza akar térni a randizók közé, de hírneve miatt ez nehezen sikerül neki. Adele azt nyilatkozta, hogy a dal „az első alkalomról szól, amikor alapvetően elhagyta a házát, miután szorongása és az ehhez hasonló dolgok elkezdtek valahogy lecsengeni”. Küzdött a randizással, és arról írt, hogyan alkalmazkodott a flörtöléshez, amit újonnan egyedülálló emberként tapasztalt: „'Nem bánod? Én házas vagyok.' Erre a barátaim azt mondták, hogy 'de te nem vagy az'. Én meg azt mondtam, hogy 'ó, a francba. Oké, ó, Istenem.'”
Adele 2021. október 14-én adta ki az Easy on Me című dalt a 30 című album első kislemezeként. Az album tracklistáját 2021. november 1-jén jelentette be, melyen az Oh My God az ötödik számként szerepelt. A november 19-én megjelent 30 albumról a dal is elérhetővé vált digitális letöltésre. Az Oh My God az I Drink Wine című számot váltotta fel az album második kislemezeként, amelyet 2021 novemberében jelentettek be. Az Egyesült Államokban a Columbia Records 2021. november 29-én juttatta el a dalt a felnőtt kortárs rádióállomásoknak, másnap pedig a kortárs sláger rádióknak. Franciaországban 2022. január 12-én, Olaszországban pedig két nappal később küldték ki rádiós sugárzásra. Adele 2022. július 1-jén és 2-án, a British Summer Time koncertjein élőben adta elő az Oh My God című dalt.

## Kompozíció és dalszöveg
Az Oh My God 3 perc 45 másodperc hosszú. Kurstin volt a dal producere és hangmérnöke. Ő játszik basszusgitáron, Hammond B3 orgonán, billentyűs hangszereken, ütőhangszereken, zongorán, valamint a tapsokat és a dobprogramozást biztosítja; Adele tamburinon játszik; Chris Dave pedig dobol. Julian Burg és Alex Pasco a Los Angeles-i No Expectations stúdióban végezte a hangmérnöki munkát; Serban Ghenea, John Hanes és Bryce Bordone a Virginia Beach-i MixStar stúdióban keverte a dalt; Randy Merrill pedig a New Jersey-i Sterling Soundban végezte a maszterelést.
Zeneileg az Oh My God egy gospel pop dal, R&B elemekkel. Robin Murray, a Clash munkatársa úgy jellemezte a dalt, mint „puszta gospel-hangzást”, míg Mary Siroky és Glenn Rowley, a Consequence munkatársai úgy vélték, hogy „több R&B hangzást tartalmaz”. A hangszerelés tapsokat, billentyűsöket, orgonát, „dübörgő” basszust, és fütyülést tartalmaz. Adele a tipikus gospel és soul mintákat idéző énekharmóniákat alkalmaz, a jazz és a swing mellett. Ilana Kaplan a Rolling Stone-tól úgy érezte, hogy az Oh My God dance-pop refrénnel és „afrobeat ihletésű” versszakokkal rendelkezik. Bruno Tummers zenei rovatvezető az RTBF-ben azt mondta, hogy az énekesnő új hangzásvilággal ötvözi énekesi identitását, miközben a dalban megőrzi soul gyökereit. Szerinte ez kiemelkedik „melankolikus univerzumából”. Adele egyes részeket staccatóval énekel, felgyorsított háttérvokálokkal együtt, amelyeket Mikael Wood, a Los Angeles Times munkatársa szerint „szinte a felismerhetetlenségig átdolgoztak”. El Hunt az NME-től az Oh My God-ot a Sault együttesre emlékeztető, „héliummal feltöltött” dalként írta le, a The Guardiantől Alexis Petridis pedig úgy vélte, hogy a Rolling in the Deep (2010) versszakaiban szereplő „dübörgő ritmus” átdolgozatlan változatát kínálja.
Az Oh My God dalszövege Adele vágyáról szól, hogy jól érezze magát, amire korábban nem volt lehetősége: „I know that it’s wrong/ But I want to have fun” („Tudom, hogy ez helytelen/ De jól akarom érezni magam”). A dal azt a témát járja körül, hogy mennyire „fel akarja vállalni magát”, és hogy milyen nehézségekkel szembesült eközben a hírneve miatt. Adele a kalandokról és szexuális igényeinek szégyenérzet nélküli kielégítéséről énekel. Arról szól, hogy milyen óvatosnak kell lenni, miközben beleszeret egy új személybe, akiről Elle azt találgatta, hogy Rich Paul lehet, egy sportügynök, akivel a megjelenés idején randevúzott. Adele megdöbbenését fejezi ki ezen a friss ismerkedésen, és azon tűnődik, hogy vajon még mindig túlságosan sértett-e ahhoz, hogy máris belevágjon a flörtölésbe. Az Oh My God néhány szövege azt írja le, hogy az újdonsült szingli létben találta meg a beteljesülést: „I am a grown woman, and I do what I want to do” („Felnőtt nő vagyok, és azt teszem, amit akarok”).

## A kritikusok értékelései
A 30 megjelenése után a Consequence az Oh My God-ot választotta a „Hét dalának”. Siroky és Rowley íróik „üdítőnek” minősítették a dal belső konfliktusról szóló szövegét, és úgy gondolták, hogy a dal eltér az album többi dalától. Az Oh My God általában pozitív kritikákat kapott a zenekritikusoktól, akik leginkább a produkció fülbemászó voltát dicsérték. Jon Pareles, a The New York Times munkatársa „lábdobogtatónak” nevezte a dalt, Bobby Olivier, a Spin munkatársa pedig „lüktetőnek és fülbemászónak”. Az AllMusic számára írva Neil Z. Yeung kereskedelmi sikert jósolt az Oh My God-nak, és megjegyezte, hogy „egy ragályos ritmuson halad, melyet tapsokkal és füttyökkel fűszereznek”. Ilana Kaplan, a Consequence munkatársa szerint a dal parázsló és klubokba való. Kyle Mullin, az Exclaim! munkatársa pozitívan értékelte a „visszafogott, dübörgő ütőhangszereket”, és úgy vélte, Adele staccato előadása magával ragadó. A The Guardian számára Kitty Empire játékosnak találta az Oh My God produkcióját. Neil McCormick, a The Telegraph munkatársa azt írta, hogy a dal vokálharmóniái „gondosan egymásra épülnek”, és Adele „abszolút a mély bluesban forog”. Wood úgy vélte, hogy az énekének felismerhetetlen átdolgozása meglepő választás volt, tekintve, hogy az énekesnő híres a kiemelkedő énekhangjáról.
Egyes kritikusok az Oh My God-ot a 30 egyik rádióbarát számaként jellemezték. Gabrielle Sanchez az A.V. Clubtól azt írta, hogy a Can I Get It-tel együtt ez képezte a 30 „legpoposabb és legegyszerűbb” szegmensét, és a határozott tapsok használata miatt „a legfelpörgősebb rész”. Jill Mapes a Pitchforktól úgy gondolta, hogy az Oh My God stilisztikailag valahol Ed Sheeran és Florence Welch munkássága között helyezkedik el, de Adele vokális apróságai személyiséget visznek bele. Eric Mason, a Slant Magazine munkatársa úgy vélte, hogy Adele egy modernebb hangzást fedezett fel a dalban, de „vegyes eredménnyel”, és hozzátette, hogy a produkció „kissé sablonosnak tűnik, mintha egy autóreklám kísérőzenéje lenne”. David Cobbald, a The Line of Best Fit munkatársa kritikusan nyilatkozott, és úgy vélte, hogy a dal túlságosan távol áll Adele stílusától: „Ez egy lenyűgöző, félkész dal, amely nem megy elég messzire ahhoz, hogy hihető legyen, és az intonáció és a szavak elhelyezésének furcsa használatát alkalmazza, ami az egyik legkevésbé emlékezetessé teszi az albumon”.

## Kereskedelmi teljesítmény
Az Oh My God a második helyen debütált a 2021. november 26-án kiadott UK Singles Charton, ugyanezen a héten Adele az első helyen szerepelt az Easy on Me című dallal, valamint a negyedik helyen az I Drink Wine-nal. Az Oh My God 2022. május 20-án arany minősítést kapott az Egyesült Királyságban a Brit Hanglemezgyártók Szövetségétől. A dal az ötödik helyig jutott az amerikai Billboard Hot 100-as listán, így Adele nyolcadik top 10-es dala lett a listán, és az Amerikai Hanglemezgyártók Szövetsége 2022. június 29-én platina minősítést adott neki az USA-ban. A Canadian Hot 100-as listán a nyolcadik helyig jutott.
Ausztráliában az Oh My God a hatodik helyre került a slágerlistákon, és az Ausztrál Hanglemezipari Szövetség 2022-ben platina minősítést adott neki. Új-Zélandon a dal a negyedik helyen debütált, és 2022. február 7-én arany minősítést kapott a Recorded Music NZ-től. Ezen kívül Izraelben és Mexikóban az első, Belgiumban és Svédországban a második, Írországban, Litvániában és a Billboard Global 200 listán a harmadik, Izlandon a negyedik, Csehországban és Horvátországban pedig az ötödik helyen végzett. Az Oh My God arany minősítést szerzett Franciaországban, Olaszországban, Portugáliában , és Svájcban.

## Videóklip
Sam Brown, aki korábban a Rolling in the Deep klipjét rendezte, az Oh My God klip elkészítésére is visszatért rendezőként. A videóklipet 2021. október 14-én forgatták le. Adele 2022. január 6-án osztott meg egy teasert a Twitter-fiókján, a videót pedig január 12-én mutatták be a YouTube-on. A fekete-fehér videóban Adele különböző változatokban adja elő a dalt egy fából készült székekkel teli szobában, háttértáncosok kíséretében. A videóban Adele egymás után három – Harris Reed, Louis Vuitton és Vivienne Westwood által tervezett – egyedi ruhát, egy skarlátvörös szatén fűzőt és egy Cartier gyémánt nyakláncot visel. A videó második felében vallási képeket láthatunk, Adele pedig egy Nicolas Ghesquière által tervezett Louis Vuitton-ruhát visel, amely egy arany brokátruhát, egy rövid fehér köpenyt és fekete bőr operakesztyűt foglal magába, és egy fényfüzér veszi körül.
A videó pozitív kritikákat kapott a kritikusoktól. Erica Gonzales, az Elle munkatársa úgy látta, hogy „gyönyörű vizuális megjelenítés”, és megdicsérte Adele divatválasztásait: „Adele egyértelműen a sztár, elegáns ruhákba (köztük egy egyedi Vivienne Westwood darabba) és tökéletesen megformált frizurákba öltözve”. Bria McNeal, a Nylon munkatársa úgy vélte, hogy a látvány „lenyűgöző”, és egy sebezhetőbb korszak kezdetét jelzi Adele számára, amely „egy kanyargós utazásra” vezeti a nézőket. A Billboardnak író Gil Kaufman drámainak nevezte a videót, és úgy vélte, hogy Adele egy Évát idéző karaktert alakít. A videót a 2022-es díjátadón A legjobb művészeti rendezésért járó MTV Video Music Awards-díjra jelölték.

## Közreműködők
Közreműködők listája a 30 albumfüzete alapján.
- Greg Kurstin – producer, dalszerző, hangmérnök, basszus, taps, dobprogramozás, Hammond B3 orgona, billentyűsök, ütőshangszerek, zongora
- Adele – vokál, dalszerző, tamburin
- Julian Burg – hangmérnök
- Alex Pasco – hangmérnök
- Chris Dave – dobok
- Serban Ghenea – hangkeverés
- John Hanes – hangkeverés
- Bryce Bordone – hangkeverés
- Randy Merrill – maszterelés

## Helyezések
| Lista (2021–2022)                     | Legjobb helyezés |
| ------------------------------------- | ---------------- |
| Ausztrália (ARIA)                     | 6                |
| Ausztria (Ö3 Austria Top 40)          | 17               |
| Belgium (Ultratop 50 Flanders)        | 12               |
| Belgium (Ultratop 50 Wallonia)        | 2                |
| Kanada (Canadian Hot 100)             | 8                |
| Kanada CHR/Top 40 (Billboard)         | 6                |
| Kanada Hot AC (Billboard)             | 7                |
| Csehország (Rádio Top 100)            | 5                |
| Csehország (Singles Digitál Top 100)  | 28               |
| Horvátország (HRT)                    | 5                |
| Dánia (Tracklisten Top 40)            | 11               |
| Finnország (Singlet Top 20)           | 6                |
| Franciaország (Single Top 100)        | 48               |
| Németország (Media Control Charts)    | 24               |
| Global 200 (Billboard)                | 3                |
| Görögország (IFPI)                    | 7                |
| Magyarország (Rádiós Top 40)          | 38               |
| Magyarország (Single Top 40)          | 30               |
| Magyarország (Stream Top 40)          | 20               |
| Izland (Plötutíðindi)                 | 4                |
| Írország (IRMA)                       | 3                |
| Izrael (Media Forest)                 | 1                |
| Olaszország (FIMI)                    | 62               |
| Libanon (OLT20)                       | 19               |
| Litvánia (AGATA)                      | 3                |
| Mexikó Rádiós lista (Billboard)       | 1                |
| Hollandia (Top 40)                    | 19               |
| Hollandia (Single Top 100)            | 6                |
| Új-Zéland (Recorded Music NZ)         | 4                |
| Norvégia (VG-lista)                   | 6                |
| Lengyelország (Polish Airplay Top 20) | 31               |
| Portugália (AFP Top 100 Singles)      | 10               |
| Szlovákia (Rádio Top 100)             | 28               |
| Szlovákia (Singles Digitál Top 100)   | 26               |
| Dél-Afrika (RISA)                     | 9                |
| Spanyolország (PROMUSICAE)            | 38               |
| Suriname (Nationale Top 40)           | 2                |
| Svédország (Sverigetopplistan)        | 2                |
| Svájc (Schweizer Hitparade)           | 7                |
| Egyesült Királyság (UK Singles Chart) | 2                |
| US Billboard Hot 100                  | 5                |
| US Adult Contemporary (Billboard)     | 10               |
| US Adult Top 40 (Billboard)           | 8                |
| US Dance/Mix Show Airplay (Billboard) | 40               |
| US Mainstream Top 40 (Billboard)      | 11               |
| US Rock Airplay (Billboard)           | 37               |

| Lista (2022)                      | Helyezés |
| --------------------------------- | -------- |
| Belgium (Ultratop 50 Flanders)    | 79       |
| Belgium (Ultratop 50 Wallonia)    | 21       |
| Kanada (Canadian Hot 100)         | 44       |
| Franciaország (SNEP)              | 178      |
| Global 200 (Billboard)            | 110      |
| US Billboard Hot 100              | 72       |
| US Adult Contemporary (Billboard) | 19       |
| US Adult Top 40 (Billboard)       | 24       |
| US Mainstream Top 40 (Billboard)  | 43       |

## Minősítések és eladási adatok
| Régió                                                            | Minősítés | Eladott példányszám |
| ---------------------------------------------------------------- | --------- | ------------------- |
| Ausztrália (ARIA)                                                | platina   | 70 000‡             |
| Brazília (Pro-Música Brasil)                                     | gyémánt   | 160 000‡            |
| Dánia (IFPI Denmark)                                             | arany     | 45 000‡             |
| Franciaország (SNEP)                                             | platina   | 200 000‡            |
| Olaszország (FIMI)                                               | arany     | 35 000‡             |
| Mexikó (AMPROFON)                                                | arany     | 30 000‡             |
| Új-Zéland (RMNZ)                                                 | arany     | 15 000‡             |
| Lengyelország (ZPAV)                                             | platina   | 50 000‡             |
| Portugália (AFP)                                                 | arany     | 5 000‡              |
| Spanyolország (PROMUSICAE)                                       | arany     | 30 000‡             |
| Svájc(IFPI Switzerland)                                          | arany     | 10 000‡             |
| Egyesült Királyság (BPI)                                         | platina   | 600 000‡            |
| Egyesült Államok (RIAA)                                          | platina   | 1 000 000‡          |
| ‡ Eladási+streaming példányszámok kizárólag a minősítés alapján. |           |                     |

## Megjelenési történet
| Régió            | Dátum              | Formátum(ok)             | Kiadó(k) | For.   |
| ---------------- | ------------------ | ------------------------ | -------- | ------ |
| Egyesült Államok | 2021. november 29. | Adult contemporary radio | Columbia | [ 13 ] |
| Egyesült Államok | 2021. november 30. | Contemporary hit radio   | Columbia | [ 14 ] |
| Franciaország    | 2022. január 12.   | Rádiós megjelenés        | Columbia | [ 15 ] |
| Olaszország      | 2022. január 14.   | Rádiós megjelenés        | Sony     | [ 16 ] |

## Fordítás
Ez a szócikk részben vagy egészben  az   Oh My God (Adele song) című angol Wikipédia-szócikk fordításán alapul.  Az eredeti cikk szerkesztőit annak laptörténete sorolja fel. Ez a jelzés csupán a megfogalmazás eredetét és a szerzői jogokat jelzi, nem szolgál a cikkben szereplő információk forrásmegjelöléseként.

## Forrás
1. ↑  Braidwood, Ella: Everything we know so far about Adele's new album. NME , 2018. június 25. [2018. november 30-i dátummal az eredetiből archiválva]. (Hozzáférés: 2018. december 1.)
2. ↑  „Adele files for divorce from husband Simon Konecki”, BBC News, 2019. szeptember 13.. [2019. szeptember 13-i dátummal az eredetiből archiválva] (Hozzáférés: 2022. április 12.)
3. 1 2 3  Aguirre, Abby: Adele on the Other Side (amerikai angol nyelven). Vogue , 2021. október 7. [2021. október 7-i dátummal az eredetiből archiválva]. (Hozzáférés: 2021. október 8.)
4. 1 2 3 4  Spanos, Brittany: Adele: 'It Fucking Devastated Me'. Rolling Stone, 2021. november 11. [2021. november 11-i dátummal az eredetiből archiválva]. (Hozzáférés: 2022. április 12.)
5. ↑  O'Connor, Roisin: Adele voicenotes reveal emotional discussions of divorce with her son, Angelo. The Independent , 2021. november 19. [2021. november 19-i dátummal az eredetiből archiválva]. (Hozzáférés: 2021. december 25.)
6. 1 2 3  (2021) Album jegyzetek for 30.
7. ↑  (2015) Album jegyzetek for 25.
8. 1 2  Cingrana, Joe. „Audacy Check In: Adele says the raw emotion of '30' can be difficult to sing in a live setting”, Audacy, Inc., 2021. november 19.. [2022. január 30-i dátummal az eredetiből archiválva] (Hozzáférés: 2022. június 13.)
9. ↑  Iasimone, Ashley: Adele Considered Three 'Very Different' Options Before Releasing 'Easy on Me' as New Single. Billboard, 2021. október 17. [2021. november 17-i dátummal az eredetiből archiválva]. (Hozzáférés: 2022. július 4.)
10. ↑  Earl, William: Adele's '30'Tracklist Revealed, Featuring the Amazingly Titled 'I Drink Wine' (amerikai angol nyelven). Variety , 2021. november 1. [2021. november 11-i dátummal az eredetiből archiválva]. (Hozzáférés: 2021. november 2.)
11. 1 2  Oh My God by Adele. Apple Music (US). [2022. március 11-i dátummal az eredetiből archiválva]. (Hozzáférés: 2022. szeptember 22.)
12. ↑  Griffiths, George: Adele confirms I Drink Wine is the next single from new album 30'. Official Charts Company, 2021. november 19. [2021. november 11-i dátummal az eredetiből archiválva]. (Hozzáférés: 2022. március 22.)
13. 1 2  Hot/Modern/AC Future Releases. All Access. [2021. november 24-i dátummal az eredetiből archiválva]. (Hozzáférés: 2021. november 24.)
14. 1 2  Top 40/M Future Releases. All Access. [2021. november 23-i dátummal az eredetiből archiválva]. (Hozzáférés: 2021. november 23.)
15. 1 2  Goncalves, Julien: Adele choisit 'Oh My God' comme nouveau single : les premières images du clip dévoilées (francia nyelven). Pure Charts in France, 2022. január 12. [2022. január 12-i dátummal az eredetiből archiválva]. (Hozzáférés: 2022. január 13.)
16. 1 2  Sony Music Italy (7 January 2022). "Adele - Oh My God (Radio Date: 14-01-2022)". Sajtóközlemény.
17. ↑  Griffiths, George: Adele's BST at Hyde Park setlist in full: What songs did the superstar perform live in London?. Official Charts Company, 2022. július 3. [2022. július 31-i dátummal az eredetiből archiválva]. (Hozzáférés: 2022. augusztus 23.)
18. 1 2  Kaufman, Gil: Adele Brings Out Horses, Burning Chairs for Moody 'Oh My God' Video. Billboard, 2022. január 12. [2022. január 17-i dátummal az eredetiből archiválva]. (Hozzáférés: 2022. szeptember 22.)
19. ↑  Wang, Jessica: Two Adeles, an apple, and a horse star in biblical 'Oh My God' video. Entertainment Weekly, 2022. január 12. [2022. április 18-i dátummal az eredetiből archiválva]. (Hozzáférés: 2022. szeptember 23.)
20. ↑  Garland, Robert: Review: Adele - 30. Sputnikmusic, 2021. november 22. [2023. április 22-i dátummal az eredetiből archiválva]. (Hozzáférés: 2022. szeptember 24.)
21. 1 2  Murray, Robin: Adele – 30'. Clash , 2021. november 17. [2021. november 23-i dátummal az eredetiből archiválva]. (Hozzáférés: 2022. július 2.)
22. 1 2 3 4  „Song of the Week: 'Oh My God', Adele's Back!”, Consequence, 2021. november 19.. [2022. április 26-i dátummal az eredetiből archiválva] (Hozzáférés: 2021. november 22.)
23. ↑  Lipshutz, Jason: Every Song Ranked on Adele's '30': Critic's Picks. Billboard, 2021. november 19. [2022. április 28-i dátummal az eredetiből archiválva]. (Hozzáférés: 2022. június 12.)
24. 1 2  McCormick, Neil. „Adele, 30, review: fiercely honest and shockingly raw, this is her best album yet”, The Telegraph, 2021. november 17.. [2022. január 10-i dátummal az eredetiből archiválva] (Hozzáférés: 2022. június 12.) (brit angol nyelvű)
25. ↑  Kaplan, Ilana: Every Adele Song, Ranked. Rolling Stone, 2021. december 9. [2022. március 30-i dátummal az eredetiből archiválva]. (Hozzáférés: 2022. június 11.)
26. 1 2  Tummers, Bruno. „'Oh My God' d'Adele ...”, RTBF, 2022. február 15.. [2022. március 24-i dátummal az eredetiből archiválva] (Hozzáférés: 2022. szeptember 25.) (francia nyelvű)
27. 1 2  Mullin, Kyle: Adele Pushes Her Songcraft to Even Grander Heights on '30'. Exclaim! , 2021. november 22. [2022. június 7-i dátummal az eredetiből archiválva]. (Hozzáférés: 2022. július 2.)
28. 1 2  Petridis, Alexis: Adele: 30 review – the defining voice of heartbreak returns. The Guardian , 2021. november 17. [2021. november 19-i dátummal az eredetiből archiválva]. (Hozzáférés: 2021. november 17.)
29. 1 2  Wood, Mikael: Review: There are many heirs to her throne, but Adele is still queen of the ugly-cry ballad (amerikai angol nyelven). Los Angeles Times , 2021. november 17. [2021. november 17-i dátummal az eredetiből archiválva]. (Hozzáférés: 2021. november 17.)
30. ↑  Hunt, El: Adele – '30' album review: dependable pop titan finally mixes things up. NME , 2021. november 17. [2021. november 19-i dátummal az eredetiből archiválva]. (Hozzáférés: 2021. november 17.)
31. 1 2  Kaplan, Ilana: Adele's 30 Is Much More Than a Divorce Album — It's a Hard-Won Journey to Self-Love. Consequence , 2021. november 17. [2022. január 30-i dátummal az eredetiből archiválva]. (Hozzáférés: 2022. július 2.)
32. 1 2  Mason, Eric: With 30, Adele Expands Her Brand of Pop-Soul Into Ever More Expressive Terrain. Slant Magazine , 2021. november 19. [2021. december 4-i dátummal az eredetiből archiválva]. (Hozzáférés: 2022. július 2.)
33. 1 2  Gonzales, Erica: Oh My God, Adele's New Music Video Is Stunning. Elle , 2022. január 12. [2022. június 11-i dátummal az eredetiből archiválva]. (Hozzáférés: 2022. szeptember 22.)
34. 1 2  Empire, Kitty: Adele: 30 review – waterworks turned up to 11. The Guardian , 2021. november 20. [2021. november 20-i dátummal az eredetiből archiválva]. (Hozzáférés: 2021. november 20.)
35. 1 2  Pareles, Jon: Adele Has a Lot of Big Feelings on '30'. The New York Times , 2021. november 17. [2022. március 17-i dátummal az eredetiből archiválva]. (Hozzáférés: 2022. július 2.)
36. ↑  Olivier, Bobby: Adele Wonders What's Next On Powerful 30'. Spin , 2021. november 19. [2022. május 28-i dátummal az eredetiből archiválva]. (Hozzáférés: 2022. július 2.)
37. ↑  Yeung, Neil Z.: '30 – Adele. AllMusic. [2021. november 19-i dátummal az eredetiből archiválva]. (Hozzáférés: 2021. november 19.)
38. ↑  Sanchez, Gabrielle: Adele reaches new heights on 30, her best album to date. The A.V. Club , 2021. november 23. [2022. május 31-i dátummal az eredetiből archiválva]. (Hozzáférés: 2022. július 2.)
39. ↑  Mapes, Jillian: Adele: 30 Album Review. Pitchfork , 2021. november 22. [2021. november 24-i dátummal az eredetiből archiválva]. (Hozzáférés: 2022. április 12.)
40. ↑  Cobbald, David: Adele's 30 takes a bold leap into the unknown. The Line of Best Fit , 2021. november 17. [2021. november 18-i dátummal az eredetiből archiválva]. (Hozzáférés: 2021. november 22.)
41. 1 2  "Official Singles Chart Top 100". Official Charts Company.
42. 1 2  British single   certifications – Adele – Oh My God. Brit Hanglemezgyártók Szövetsége. (Hozzáférés: 2023. szeptember 1.)
43. 1 2   "Adele Chart History (Hot 100)". Billboard.
44. 1 2  American single   certifications – Adele – Oh My God. Amerikai Hanglemezgyártók Szövetsége. (Hozzáférés: 2022. július 1.) Ha szükséges, kattints ide Advanced, kattints ide Format, válaszd ki Single,  kattints ide SEARCH.
45. 1 2   "Adele Chart History (Canadian Hot 100)". Billboard.
46. 1 2  "Australian-charts.com – Adele – Oh My God". ARIA Top 50 Singles.
47. 1 2  ARIA Charts – Accreditations – 2022 Singles. Australian Recording Industry Association. [2020. augusztus 10-i dátummal az [ eredetiből] archiválva]. (Hozzáférés: 2022. június 10.)
48. 1 2  "Charts.org.nz – Adele – Oh My God". Top 40 Singles.
49. 1 2  New Zealand single   certifications – Adele – Oh My God. Recorded Music NZ. (Hozzáférés: 2022. február 4.)
50. 1 2  Media Forest charts (week 4). Media Forest, 2022. [2020. január 15-i dátummal az eredetiből archiválva]. (Hozzáférés: 2021. január 23.)
51. 1 2   Adele Chart History (Mexico Airplay)
52. 1 2  "Ultratop.be – Adele – Oh My God" (francia nyelven). Ultratop 50.
53. 1 2  "Swedishcharts.com – Adele – Oh My God". Singles Top 60.
54. 1 2   "Adele Chart History (Global 200)". Billboard.
55. 1 2  "Official Irish Singles Chart Top 50". Official Charts Company.  (Hozzáférés ideje: 26 November 2021)
56. 1 2  2021 47-os savaitės klausomiausi (Top 100) (litván nyelven). AGATA, 2021. november 26. [2021. november 26-i dátummal az eredetiből archiválva]. (Hozzáférés: 2021. november 26.)
57. 1 2  Tónlistinn – Lög (izlandi nyelven). Plötutíðindi. [2021. november 29-i dátummal az eredetiből archiválva]. (Hozzáférés: 2022. szeptember 23.)
58. 1 2  "ČNS IFPI" (cseh nyelven). Hitparáda – Radio Top 100 Oficiální. IFPI Czech Republic. Megjegyzés: a keresésnél válaszd ki a 202212 hetet!.   (Hozzáférés ideje: 2022. március 28.)
59. 1 2  Pjesma 'Cold Heart' i dalje predvodi Airplay Radio Chart, osam izvođača zauzima trećinu visoke radijske rotacije u Hrvatskoj. HRT. [2022. február 9-i dátummal az eredetiből archiválva]. (Hozzáférés: 2022. május 12.)
60. 1 2  French single   certifications – Adele – Oh My God (francia nyelven). Syndicat National de l’Édition Phonographique. (Hozzáférés: 2023. július 12.)
61. 1 2  Italian single   certifications – Adele – Oh My God (olasz nyelven). Federazione Industria Musicale Italiana. (Hozzáférés: 2022. szeptember 5.) Válaszd ki a(z) "2022". évet az "Anno" lenyíló menüben. Válaszd ki a(z) "Oh My God" kiadványt a "Filtra" mezőben. Válaszd ki a(z) "Singoli online" a "Sezione" alatt.
62. 1 2  Portuguese single   certifications – Adele – Oh My God (portugál nyelven). Associação Fonográfica Portuguesa. (Hozzáférés: 2022. április 8.)
63. 1 2  The Official Swiss Charts and Music Community: Awards (Adele; 'Oh My God'). IFPI Switzerland. Hung Medien. (Hozzáférés: 2022. május 23.)
64. 1 2  Green, Alex. „Adele unveils 'nostalgic' music video for Oh My God”, Irish Independent, 2022. január 12.. [2022. június 11-i dátummal az eredetiből archiválva] (Hozzáférés: 2022. június 11.)
65. ↑  Daly, Rhian. „Watch Adele's sleek black-and-white video for 'Oh My God'”, NME, 2022. január 12.. [2022. január 12-i dátummal az eredetiből archiválva] (Hozzáférés: 2022. június 11.) (brit angol nyelvű)
66. ↑  Bowenbank, Starr: Adele Teases 'Oh My God' Video & Promises 'There's So Much Coming' in 2022. Billboard, 2022. január 6. [2022. január 14-i dátummal az eredetiből archiválva]. (Hozzáférés: 2022. június 11.)
67. 1 2  Murphy, J. Kim. „Watch Multiple Adeles − and Dancers and Acrobats − in Surreal New Video for 'Oh My God'”, Variety, 2022. január 12.. [2022. január 15-i dátummal az eredetiből archiválva] (Hozzáférés: 2022. június 11.)
68. ↑  Okwodu, Janelle. „Adele's 'Oh My God' Video Is a High Fashion Tour De Force”, Vogue, 2022. január 12.. [2022. június 12-i dátummal az eredetiből archiválva] (Hozzáférés: 2022. június 12.)
69. ↑  Mabille, Marthe. „Dans son clip 'Oh My God', Adele opte pour trois looks pointus”, Vogue France, 2022. január 14.. [2022. január 19-i dátummal az eredetiből archiválva] (Hozzáférés: 2022. június 12.) (francia nyelvű)
70. ↑  McNeal, Bria: Adele Drops Video for Her 'I'm a Hot Mess' Song, 'Oh My God'. Nylon , 2022. január 13. [2022. január 19-i dátummal az eredetiből archiválva]. (Hozzáférés: 2022. szeptember 22.)
71. ↑  Guglielmi, Jodi: MTV VMAs 2022: See the Complete Winners List. Rolling Stone, 2022. augusztus 28. [2022. augusztus 28-i dátummal az eredetiből archiválva]. (Hozzáférés: 2022. augusztus 29.)
72. ↑  "Adele – Oh My God – Austriancharts.at" (német nyelven). Ö3 Austria Top 40.
73. ↑  "Ultratop.be – Adele – Oh My God" (holland nyelven). Ultratop 50.
74. ↑   "Adele Chart History (Canada CHR/Top 40)". Billboard.
75. ↑   "Adele Chart History (Canada Hot AC)". Billboard.
76. ↑  "ČNS IFPI" (cseh nyelven). Hitparáda – Digital Top 100 Oficiální. IFPI Czech Republic. Megjegyzés: a keresésnél válaszd ki a 202147 hetet!.
77. ↑  "Danishcharts.com – Adele – Oh My God". Tracklisten.
78. ↑  "Adele: Oh My God" (finn nyelven). Musiikkituottajat – IFPI Finland.
79. ↑  "Lescharts.com – Adele – Oh My God" (francia nyelven). Les classement single.
80. ↑  "Germancharts.de – Adele – Oh My God" (német nyelven). Media Control Charts. PhonoNet GmbH.
81. ↑  IFPI Charts. ifpi.gr . [2019. április 17-i dátummal az eredetiből archiválva]. (Hozzáférés: 2021. december 6.)
82. ↑  "MAHASZ Rádiós Top 40 játszási lista. 2022/6. hét". Magyar Hanglemezkiadók Szövetsége.
83. ↑  "MAHASZ Single Top 40 lista. 2022/3. hét". Magyar Hanglemezkiadók Szövetsége.
84. ↑  "MAHASZ Stream Top 40 játszási lista. 2021/47. hét". Magyar Hanglemezkiadók Szövetsége.
85. ↑  "Italiancharts.com – Adele – Oh My God". Top Digital Download.
86. ↑  The Official Lebanese Top 20 – Adele. The Official Lebanese Top 20. [2015. november 17-i dátummal az eredetiből archiválva]. (Hozzáférés: 2022. május 12.)
87. ↑   "Nederlandse Top 40 – week 7, 2022" (holland nyelven). Dutch Top 40
88. ↑  "Dutchcharts.nl – Adele – Oh My God" (holland nyelven). Single Top 100.
89. ↑  "Norwegiancharts.com – Adele – Oh My God". VG-lista.
90. ↑  "Listy bestsellerów, wyróżnienia :: Związek Producentów Audio-Video". Polish Airplay Top 20.
91. ↑  "Portuguesecharts.com – Adele – "Oh My God"". AFP Top 100 Singles.
92. ↑  "SNS IFPI" (szlovák nyelven). Hitparáda – Radio Top 100 Oficiálna. IFPI Czech Republic. Megjegyzés: a keresésnél válaszd ki a 20226 hetet!.
93. ↑  ČNS IFPI. IFPI ČR. [2020. november 3-i dátummal az eredetiből archiválva]. (Hozzáférés: 2021. november 29.)
94. ↑  Local & International Streaming Chart Top 100: Week 47. Recording Industry of South Africa. [2021. december 2-i dátummal az eredetiből archiválva]. (Hozzáférés: 2021. december 3.)
95. ↑  "Spanishcharts.com – Adele – Oh My God" Canciones Top 50.
96. ↑  Top 5 | 10 Maart 2022 (holland nyelven). Nationale Top 40 Suriname, 2022. március 10. (Hozzáférés: 2023. július 7.)
97. ↑  "Adele – Oh My God – swisscharts.com". Swiss Singles Chart.
98. ↑   "Adele Chart History (Adult Contemporary)". Billboard.
99. ↑   "Adele Chart History (Adult Pop Songs)". Billboard.
100. ↑   "Adele Chart History (Dance Mix/Show Airplay)". Billboard.
101. ↑   "Adele Chart History (Pop Songs)". Billboard.
102. ↑   "Adele Chart History (Rock Airplay)". Billboard.
103. ↑  Jaaroverzichten 2022 (holland nyelven). Ultratop. [2023. január 13-i dátummal az eredetiből archiválva]. (Hozzáférés: 2023. január 13.)
104. ↑  Rapports annuels 2022 (francia nyelven). Ultratop. [2023. január 21-i dátummal az eredetiből archiválva]. (Hozzáférés: 2023. január 13.)
105. ↑   Canadian Hot 100 – Year-End 2022
106. ↑  Top de l'annéeSablon:Spaced ndashTop SinglesSablon:Spaced ndash2022 (francia nyelven). Syndicat National de l'Édition Phonographique (SNEP). [2023. március 30-i dátummal az eredetiből archiválva]. (Hozzáférés: 2023. március 30.)
107. ↑   Billboard Global 200 – Year-End 2022
108. ↑   Hot 100 Songs – Year-End 2022
109. ↑   Adult Contemporary Songs – Year-End 2022
110. ↑   Adult Pop Airplay Songs – Year-End 2022
111. ↑   Pop Airplay Songs – Year-End 2022
112. ↑  Brazilian single   certifications – Adele – Oh My God (portugál nyelven). Pro-Música Brasil. (Hozzáférés: 2023. december 10.)
113. ↑  Danish single   certifications – Adele – Oh My God. IFPI Denmark. (Hozzáférés: 2023. március 7.)
114. ↑  Certificaciones (spanyol nyelven). Asociación Mexicana de Productores de Fonogramas y Videogramas. (Hozzáférés: 2023. február 11.) Add meg az előadót (Adele) az ARTISTA címsor alatti mezőben és a kiadvány címét (Oh My God) a TÍTULO alatti mezőben!
115. ↑  OLiS - oficjalna lista wyróżnień (lengyel nyelven). Polish Society of the Phonographic Industry. (Hozzáférés: 2025. március 4.) „Click "TYTUŁ" and enter Oh My God in the search box”
116. ↑  Spanish single   certifications – Adele – Oh My God. El portal de Música . Productores de Música de España. (Hozzáférés: 2024. március 16.)